# Кырчаны
Кырча́ны (Кырча́ны Богоявле́нское) — село в Нолинском районе Кировской области, административный центр Кырчанского сельского поселения.

## География
Расположено в месте слияния река Кырчанка и Прямик вблизи правого берега реки Воя, напротив села Архангельское (Немский район), в 16 км к северо-востоку от Нолинска и в 110 км к югу от Кирова.
Через село проходит автодорога Киров — Нолинск — Вятские Поляны (Казанский тракт). Имеется мост через Вою к югу от села.

## Название
- до 1702 г. — Кырчанский присёлок, погост Кырчанский
- 1702 г. — погост Кырчанский[3].
- 1710 г. — село Кырчан[4].
- 1720—1890 гг. — село Богоявленское[5].
- 1890—1926 гг. — село Кырчан[6].
- с 1939 — село Кырчаны.

Согласно распространённой версии название Кырчан (иногда Кирчан) происходит из двух татарских корней — «кыр» (татар. «высокий берег, увал, гора, гребень») и «ан» (признак населенного пункта), что дословно означает «село на горе».
Второе название — Богоявленское, — появилось после строительства церкви Богоявления.

## История
См. также Кырчанское восстание 1675 года.
История села Кырчаны тесно связана с заселением «за Кырмыжем дикого раменья» на границе Хлыновского и Казанского уездов в XVII веке русскими переселенцами.
В 1629 году земли между Казанским и Хлыновским уездом («в Березовском стану, за Кырмыжем, дикое раменье … то место от людей удалено вёрст со 100».) были отданы в льготу, до 1640 года, вятчанам Епифанку Феденину да Игнашке Максимову да Ваське Буторину.
В 1648 году поселенцы отдали земли Вятскому Успенскому монастырю в 1648 году. На следующий год монастырем была получена благословенная грамота патриарха Иосифа, на постройку храма Вознесения Господня (ныне посёлок Суна). Ещё через год царём Алексеем Михайловичем дана была грамота на владение Успенским монастырем земель «дикого раменья за Кырмыжем», в том числе вверх по рекам Кырмыж, Ошети и Пили, по реке Суне вниз до устья, до реки Вои, а по реке Лудяне от Ошлани до истока.
Таким образом, в середине XVII века одновременно на обоих берегах реки Вои возникли два села с названием Кырчаны. Первое по времени основания появилось на низменном левом берегу реки Вои с деревянной церковью во имя Михаила Архангела. Ныне это село Архангельское Немского района.
Между 1650 и 1665 гг. появилось второе село всего в 3 км, на правом берегу реки Вои при впадении в неё речки Кырчанки. Изначально он значился как Кырчанский присёлок села Вознесенское на Суне. По переписи 1678 года село Кырчан было зафиксировано как центр Кырчанской вотчины Успенского Трифонова монастыря.
В 1668 году установлена граница между Казанским и Хлыновским уездами по реке Вое, таким образом село Кырчаны (Архангельское) оказалось в Казанском уезде, а Кырчаны (Богоявленское) — в Хлыновском.
В селе находилось волостное правление, почтовое отделение, фельдшерский пункт, школы: земская мужская и второклассная женская с 1896 года с образцовой школой грамоты. В 1900 году в селе было около 130 дворов и четыре улицы: Нижняя, Средняя, Гора и Мыза. Население занималось земледелием и кустарным промыслом. В селе проходили базары, на которые приезжали купцы из Малмыжа, Котельнича, Уржума, Богородского, даже из Сибири.
К 1914 году в селе были: винная лавка («Общество крестьян села Крычана»), частная чайная и две торговая лавки, а также пивная лавка Торгового дома «И. В. Александрова», амбар, кирпичный сарай, красильня, швальня, две кузницы и мыловаренный завод.
11 сентября 1929 года создан колхоз «Искра» (позже «Ленинец»).
В 1935 году образован Кырчанский район из частей территорий Богородского, Немского и Нолинского районов с центром в селе Кырчаны, упразднён в 1955 году с передачей территории в Молотовский (Нолинский) и Немский районы. Немский районы.
На 1 января 1936 года в селе было 911 жителей, 2 артели, занятые сетевязальным, веревочным и обувным производствами.
В селе жили предки художников Васнецовых — Прокопий, Андрей, Иван, Георгий — священнослужители. Летом 1917 года останавливалась у своей сестры П. А. Стяжкина, супруга В. В. Куйбышева. В 1924 году в служебной командировке побывал М. Н. Тухачевский, который потом женился на местной жительнице Кате Флоренцевой.

## Достопримечательности
Памятник плугу
Прицепной четырёхкорпусный плуг П-4-30 или П-4-30-У.

## Церкви и храмы
Богородицкая церковь — Построена между 1702 и 1710 гг.
Богоявленская церковь — Построена около 1702 г., деревянная. Новая церковь дала новое название селу — Богоявленское.
Троицкая церковь — Построена в 1761 г., каменная. Престолов три: в холодном храме во славу Св. Троицы, в теплом в честь Богоявления Господня и Рождества Пресвятой Богородицы. Имела приписную каменную церковь в деревне Ключевской, построенную в 1890 г., и две часовни — при деревне Ключевской, построенную в 1826 г., и при поч. Желваковском, каменная, построенную в 1900 г.. Президиум Кырчанского райисполкома от 23 марта 1935 года постановил «закрыть церковь в селе Кырчаны, а помещение использовать под школу». Тем не менее церковь оказалась разрушена — уцелела лишь колокольня, использовавшаяся как пожарная каланча. В начале 2000-х частично восстановлена.

## Газеты
С 1935 по 1955 г. выходила районная газета «Стахановец полей». Редакция ликвидирована в связи с ликвидацией района.

## Население
| 2010 |
| ---- |
| 701  |